# Hofsháls
Hofsháls är en kulle i republiken Island. Den ligger i regionen Austurland, 400 km nordost om huvudstaden Reykjavík. Toppen på Hofsháls är 221 meter över havet.
Trakten runt Hofsháls är nära nog obefolkad, med mindre än två invånare per kvadratkilometer. Närmaste större samhälle är Vopnafjörður, omkring 13 kilometer nordost om Hofsháls. Trakten runt Hofsháls består i huvudsak av gräsmarker.